# Quim Torra
Joaquim "Quim" Torra Pla, född 28 december 1962 i Blanes, är en katalansk (spansk) politiker. Han utsågs den 14 maj 2018 av Kataloniens parlament till Kataloniens regionpresident, en befattning som han innehade fram till 28 september 2020. Torra är även advokat, redaktör och författare.

## Biografi

### Bakgrund, jurist och författare
Torra tog 1985 examen i juridik vid Universitat Autònoma de Barcelona och har i 20 års tid verkat som advokat och avdelningschef på försäkringsbolaget Winterthur. Åren 2005–2007 arbetade han hos Winterthur vid företagets huvudkontor i Schweiz.
Bland de böcker som Torra författat finns Ganivetades suïsses ('schweiziska hugg', 2007), Periodisme? Permetin! La vida i els articles d’Eugeni Xammar ('journalistik? ursäkta! Eugeni Xammars liv och artiklar', 2008) och Viatge involuntari a la Catalunya impossible ('ofrivillig resa mot ett omöjligt Katalonien', 2009). För den sistnämnda fick han motta essäpriset Carles Rahola.

### Politiska aktiviteter
Quim Torras politiska aktiviteter inleddes 2009, då han stödde bildandet av den separatistiska katalanska organisationen Reagrupament ('omgrupperingen', en avknoppning från Esquerra Republicana de Catalunya. Trots detta menar han att han inte verkar inom något politiskt parti. Torra var även 2011–2014 ordförande i den separatistiska organisationen Sobirania i Justícia ('suveränitet och rättvisa'). 
2012 blev Quim Torra chefredaktör för Revista de Catalunya. Han har varit styrelseledamot i Assemblea Nacional Catalana och vice ordförande i Òmnium Cultural, två andra katalanska kulturorganisationer med Kataloniens självständighet eller motsvarande på programmet. I den senare organisationen var han mellan juli och november 2015 tillförordnad ordförande, efter att den dåvarande ordföranden Muriel Casals avlidit i en trafikolycka. 
Quim Torra ställde vid 2017 års katalanska parlamentsval upp som oberoende kandidat på den gemensamma valplattformen Junts per Catalunya. Efter valet valdes han in som parlamentsledamot. 

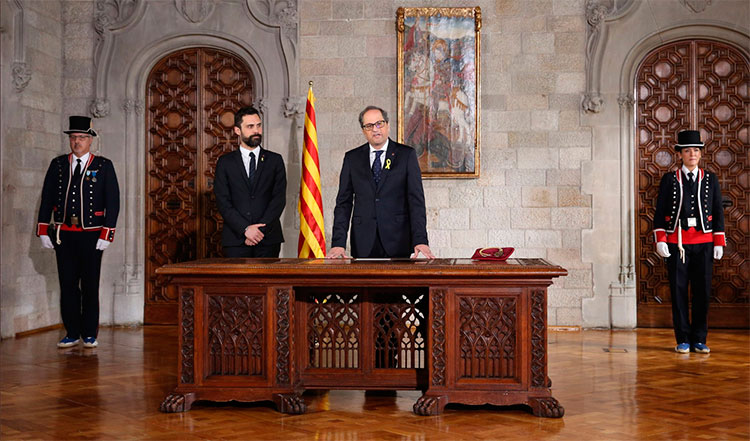
Bild från tillträdesceremonin som regionpresident den 17 maj 2018.

### Katalansk regionpresident
Den 10 maj 2018 föreslogs han av Carles Puigdemont (avsatt regionpresident, numera landsflyktig) som kandidat till ny regionpresident i Katalonien. Den 14 maj valdes han vid andra voteringen, efter att ha fått enkel majoritet. Valet av Torra skedde efter att det radikala vågmästarpartiet CUP – som tidigare röstat emot ett antal föreslagna kandidater – avstått från att rösta. 
Vid sitt tal som kandidat till regionpresidentposten meddelade han att han tänker sträva mot en självständig katalansk republik och i det arbetet ta råd från sin företrädare, Carles Puigdemont. Samtidigt har han meddelat att han ska bli en president för alla katalaner och att både välfärd och rättssäkerhet står högt på hans program. Ett möte mellan Torra och Spaniens premiärminister Mariano Rajoy planerades tidigt in; Rajoy har sagt att Torra ska bedömas efter hans handlingar, trots att Rajoy inte tyckt om det han hittills sett av Torra som politiker.
Quim Torra svors den 17 maj 2018 in som regionpresident i Katalonien, Spaniens näst mest folkrika region. Ceremonin i Palau de la Generalitat var mycket kort och enkel, och inga spanska ministrar närvarade. Torra valde dessutom att inte låta hänga den katalanska presidentmedaljen runt sina axlar, något som traditionellt sett är den avgående regionpresidentens uppgift; denne befann sig vid tillfället i utländsk exil.

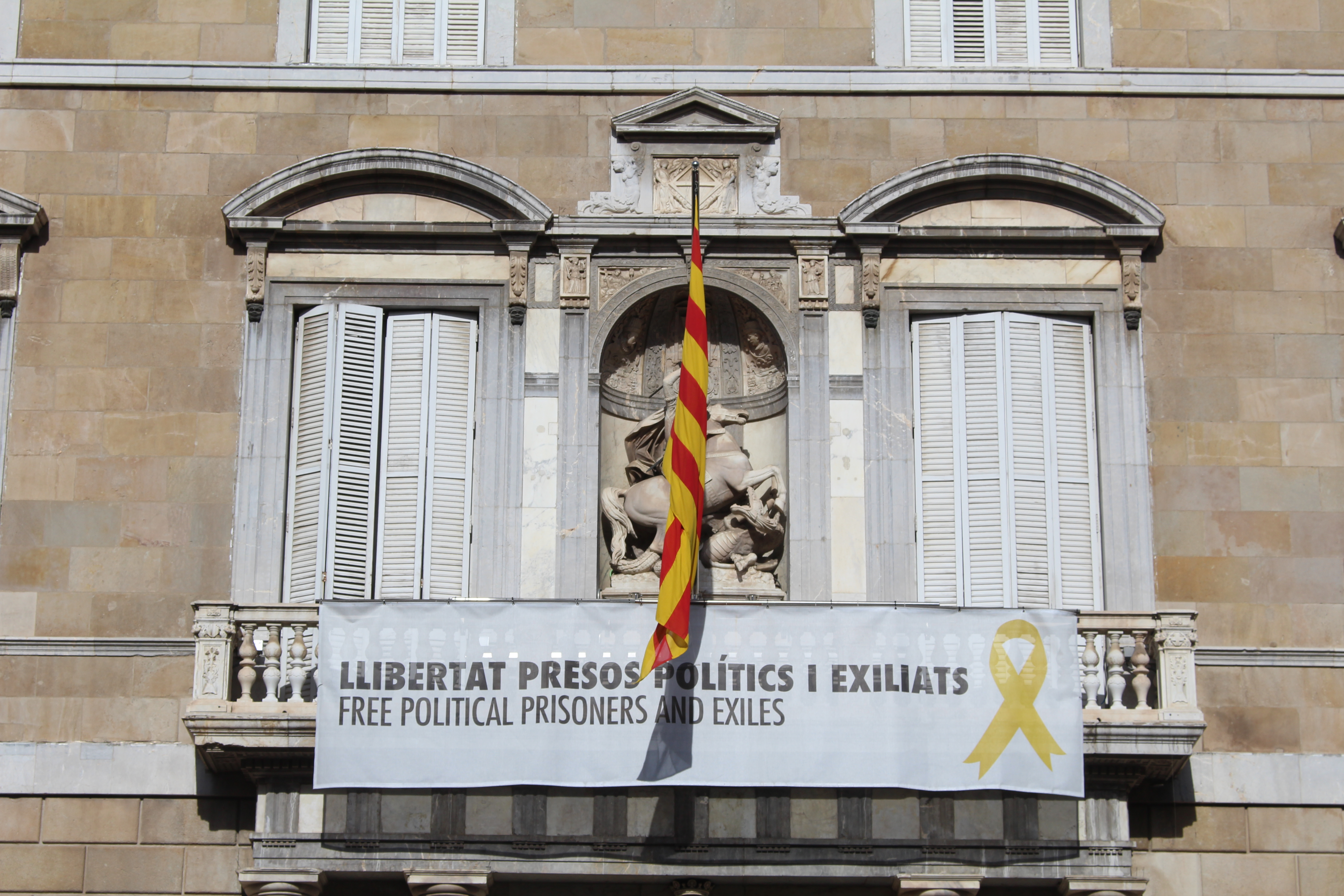
Huvudfasaden på Palau de la Generalitat mars 2019, med det kontroversiella plakatet.

Torras tid som regionpresident blev inte konfliktfri. Direkt efter tillträdet som regionpresident lät han hänga ett plakat på fasaden till presidentpalatset, där det krävdes "frihet åt politiska fångar och dem i exil" («Llibertat presos polítics i exiliats«), ett kontroversiellt uttalande som kompletterades av ett gult band – den katalanska politiska symbolen för samma sak. Torras beslut kritiserades av oppositionen i regionparlamentet. Tio månader senare, under valkampanjen till Spaniens kongress, inleddes ett allmänt åtal mot Torra efter initiativ från Ciudadanos. Den centrala valkommissionen beordrade Torra att omedelbart plocka ner dessa politiska symboler från presidentpalatset, varefter Torra hävdade sin yttrandefrihet som orsak till att låta plakatet hänga kvar.
Målet gick vidare till Kataloniens överdomstol, som 19 december 2019 dömde Torra till 18 månaders avstängning från offentliga ämbeten samt böter på 30 000 euro. Efter överklagande till Spaniens högsta domstol fastställdes domen den 28 september 2020. Två dagar senare övertog vicepresident Pere Aragonès rollen som ledare för regionregeringen, såsom Kataloniens interimspresident.
Aragonès blev dock inte regionpresident officiellt och uppbar endast sina utökade funktioner fram till det kommande valet till Kataloniens parlament, planerat till februari 2021. Den 21 maj tillträdde Aragonés officiellt som Kataloniens 132:e regionpresident.